# Bear Creek (Texas)
Bear Creek es una villa ubicada en el condado de Hays en el estado estadounidense de Texas. En el Censo de 2010 tenía una población de 382 habitantes y una densidad poblacional de 125,31 personas por km².

## Geografía
Bear Creek se encuentra ubicada en las coordenadas 30°10′57″N 97°56′24″O / 30.18250, -97.94000. Según la Oficina del Censo de los Estados Unidos, Bear Creek tiene una superficie total de 3.05 km², de la cual 3.05 km² corresponden a tierra firme y (0%) 0 km² es agua.

## Demografía
Según el censo de 2010, había 382 personas residiendo en Bear Creek. La densidad de población era de 125,31 hab./km². De los 382 habitantes, Bear Creek estaba compuesto por el 93.98% blancos, el 0% eran afroamericanos, el 0.26% eran amerindios, el 1.83% eran asiáticos, el 0% eran isleños del Pacífico, el 1.83% eran de otras razas y el 2.09% pertenecían a dos o más razas. Del total de la población el 4.71% eran hispanos o latinos de cualquier raza.